# صهيب عدنان الذهب
صهيب عدنان ناصر السامرائي صحفي عراقي

## حياته
ولد في 2 أكتوبر 1979، بغداد ،الكرخ -
توفي في 10 مارس 2009, 13/ربيع الأول / 1430 منطقة أبو غريب غرب بغداد)

## عمله الصحفي
صحفي عراقي، عمل مراسلا للقناة البغدادية الفضائية إلى آخر لحظات حياته

## وفاته
استشهد في تفجير انتحاري صباح اليوم الثلاثاء مع زميله حيدر هاشم مصور قناة البغدادية حينما كانا يغطيان مؤتمرا ً للمصالحة حيث لقي ما لا يقل عن 33 شخصا مصرعهم واصيب عشرات اخرون في تفجير انتحاري بواسطة سيارة مفخخة استهدفت لجنة للمصالحة الوطنية تضم زعماء عشائر وضباطا من الجيش والشرطة، غرب بغداد.
شيع أهل وذوي وزملاء الشهيد جثمان الراحل صباح اليوم الأربعاء تشييعا كبيرا لاق بمنزلته حيث بدأ التشييع من داره إلى مقبرة الشيخ معروف في الكرخ وغطى التشييع عدد من القنوات الفضائية
أقيم له مجالس عزاء في ثلاث مناطق من بغداد:
الأول من قبل قناة البغدادية في جامع 14 رمضان في
والثاني اقامه له اهله في جامع ملا حويش والثالث من قبل اهالي منطقة الفضل
واقيمت له أيضا مجالس عزاء في المحاف؟ات العراقية الأخرى مثل العمارة
ومجالس فاتحة في خارج العراق مثل مصر والإمارات العربية المتحدة وسوريا والسويد وهولندا.
وفي تقرير لمنظمة مراسلون بلا حدود ان صهيب عدنان وحيدر هاشم هما أول صحفيين يستشهدان في سنة 2009